# Västra Finlands län
Västra Finlands län (finska: Länsi-Suomen lääni) var ett län i Finland. Länet bildades 1997 och upphörde med utgången av år 2009, då Finlands indelning i län avskaffades. 
Länet gränsade till Uleåborgs län, Östra Finlands län och Södra Finlands län. Det angränsade även via Bottniska viken mot Åland.

## Historia
För historia, geografi och kultur, se Egentliga Finland, Satakunda och Österbotten.
Vid länsreformen i Finland som genomfördes den 1 september 1997 reducerades antalet län i Finland från 12 till 6. Västra Finlands län skapades från de tidigare Mellersta Finlands län, Åbo och Björneborgs län, Vasa län samt de norra delarna av Tavastehus län.

## Administration
En länsstyrelse var en gemensam administrativ myndighet som leddes av sju olika ministerier. Länsstyrelsen för Västra Finlands län hade kontor på fem orter; huvudkontoret låg i Åbo, regionala tjänstekontor fanns i Jyväskylä, Tammerfors och Vasa, och slutligen fanns det ett kontor i Björneborg. Landshövdingen ledde länsstyrelsen. Omkring 350 personer arbetade på de olika kontoren. Kontoret var själv indelat i åtta olika avdelningar.

## Landskap
Västra Finlands län var indelat i sju olika landskap:
- Södra Österbotten (Etelä-Pohjanmaa)
- Österbotten (Pohjanmaa)
- Birkaland (Pirkanmaa)
- Satakunta (Satakunta)
- Mellersta Österbotten (Keski-Pohjanmaa)
- Mellersta Finland (Keski-Suomi)
- Egentliga Finland (Varsinais-Suomi)

Landskapen i Västra Finlands län var indelade i 142 kommuner.

## Heraldik
Länsvapnet skapades genom att man kombinerade vapnen för de historiska landskapen Egentliga Finland, Satakunda och Österbotten.

## Kommuner 2009
| - Ackas - Alajärvi - Alavo - Aura - Birkala - Björneborg - Bötom - Eura - Euraåminne - Evijärvi - Gustavs - Halso - Hankasalmi - Harjavalta - Himango - Honkajoki - Ikalis - Ilmola - Jakobstad - Jalasjärvi - Joutsa - Juupajoki - Jyväskylä - Jämijärvi - Jämsä - Kangasala - Kankaanpää - Kannonkoski - Kannus | - Karleby - Karstula - Karvia - Kaskö - Kauhajoki - Kauhava - Kaustby - Keuru - Kihniö - Kikois - Kimitoön - Kinnula - Kivijärvi - Konnevesi - Korsholm - Korsnäs - Koskis - Kristinestad - Kronoby - Kuhmalahti - Kuhmois - Kumo - Kuortane - Kurikka - Kylmäkoski - Kyyjärvi - Kjulo - Laihela - Lappträsk | - Lappo - Larsmo - Laukas - Lavia - Lembois - Lestijärvi - Letala - Lieto - Lillkyro - Loimaa - Luhango - Luvia - Malax - Masko - Muldia - Muurame - Mänttä-Filpula - Nakkila - Nokia - Norrmark - Nousis - Nykarleby - Nystad - Nådendal - Närpes - Oravais - Oripää - Orivesi - Parkano | - Pedersöre - Pemar - Perho - Petäjävesi - Pihtipudas - Pungalaitio - Pyhäranta - Påmark - Pälkäne - Pöytis - Reso - Raumo - Ruovesi - Rusko - S:t Karins - S:t Mårtens - Saarijärvi - Sagu - Salo - Sastamala - Sastmola - Seinäjoki - Siikais - Soini - Somero - Storkyro - Storå - Säkylä - Tammerfors | - Tarvasjoki - Tavastkyro - Toholampi - Toivakka - Tövsala - Töysä - Ulvsby - Urdiala - Urais - Vasa - Valkeakoski - Vemo - Vesilax - Vetil - Viitasaari - Vindala - Virdois - Virmo - Vittis - Väståboland - Vörå-Maxmo - Ylöjärvi - Åbo - Etseri - Äänekoski - Östermark |

### Tidigare kommuner
| - Alahärmä - Alastaro - Bjärnå - Dragsfjärd - Finby - Halikko - Houtskär - Iniö - Jurva - Jyväskylä lk - Jämsänkoski - Karinais - Kelviå - Kiikala - Kimito - Kisko - Kiukais - Kodisjoki - Korpilax - Korpo - Kortesjärvi - Kulla - Kuorevesi - Kuru - Kuusjoki - Lappi - Lehtimäki - Leivonmäki | - Lemo - Lochteå - Loimaa kommun - Luopiois - Längelmäki - Maxmo - Mellilä - Merimasku - Mietois - Mouhijärvi - Muurla - Mänttä - Nagu - Nurmo - Pargas - Peräseinäjoki - Pikis - Pylkönmäki - Rimito - S:t Bertils - Sahalax - Sumiais - Suodenniemi - Suolahti - Suomusjärvi - Toijala - Ullava - Vahto | - Vammala - Vambula - Velkua - Viiala - Viljakkala - Villnäs - Filpula - Västanfjärd - Vörå - Ylihärmä - Ylistaro - Yläne - Äetsä |

## Landshövdingar
- Heikki Koski 1997–2003
- Rauno Saari 2003–2009